# Roginska Gorca
Roginska Gorca – wieś w Słowenii, w gminie Podčetrtek. W 2018 roku liczyła 126 mieszkańców.